# Saint-Carreuc
Saint-Carreuc (bretonisch: Sant-Kareg) ist eine französische Gemeinde mit 1.554 Einwohnern (Stand: 1. Januar 2022) im Département Côtes-d’Armor in der Region Bretagne.

## Geographie
Umgeben wird Saint-Carreuc von der Gemeinde Plédran im Norden, von Quessoy im Osten, von Plœuc-L’Hermitage mit Plœuc-sur-Lié im Süden und von Plaintel im Westen.

## Bevölkerungsentwicklung
| 1962 | 1968 | 1975 | 1982 | 1990 | 1999 | 2008 | 2012 |
| 965  | 917  | 859  | 1072 | 1217 | 1227 | 1476 | 1498 |

## Sehenswürdigkeiten
Siehe: Liste der Monuments historiques in Saint-Carreuc